# وروکس
وروکس (به فرانسوی: Vereux) یک کمون در فرانسه است که در Canton of Dampierre-sur-Salon واقع شده‌است.

## خصوصیات
وروکس ۹٫۰۲ کیلومترمربع مساحت و ۲۷۶ نفر جمعیت دارد.